# Bianca Schanssema
Bianca Schansema (født 6. januar 2005) er en hollandsk håndboldspiller, som til dagligt spiller i København Håndbold og tidligere Hollands ungdomslandhold.